# Distretto dei Monti Khasi Sudoccidentali
Il distretto dei Monti Khasi Sudoccidentali è un distretto dello stato del  Meghalaya, in India. Il suo capoluogo è Mawkyrwat.